# Evaristo (nombre)
Evaristo es un nombre propio masculino en su variante en español. Procede del griego Εὐάρεστος, de εὐ (bueno) y ἀρεστός (agradar), por lo que significa «agradable», «aquel que es servicial». Su variante femenina es Evarista.
La primera persona en llevar este nombre fue el papa Evaristo. Es considerado como el papa con el que concluye el primer siglo de la era cristiana. Pese a esto, su nombre aparece en muy contados registros históricos. En el Líber pontificalis o «Libro de los Papas», que va desde San Pedro hasta Esteban V. Se dice que Evaristo fue mártir y habría presidido tres ceremonias de ordenación de diecisiete sacerdotes, dos diáconos y quince obispos. El mismo libro señala que a su muerte fue enterrado en la Colina Vaticana, junto a la tumba de San Pedro. Sin embargo, ninguno de estos datos han podido ser corroborados y se discute su veracidad histórica.

## Origen
- Evaristo, papa y mártir. Nació en Grecia en el año 60, en una familia judía. Se destacó como gran guardián de la disciplina eclesiástica. Al morir el papa Anacleto en el año 97, fue elegido papa. Creó cánones para la consagración, para el trabajo pastoril de obispos y diáconos, establece la bendición pública del matrimonio y escribió cartas a las parroquias de África y Egipto.

## Separación en sílabas de Evaristo
```
           
E-va-ris-to
```

- Está formada por 4 sílabas y 8 letras.
- Evaristo es una palabra llana o grave, ya que su sílaba tónica recae sobre la penúltima sílaba.
- Evaristo es una palabra polisílaba, ya que tiene cuatro o más sílabas.[2]

## Variantes
- Femenino: Evarista.[3]
- Diminutivo:  Evo, Varisto, Risto, Evie, Varis

## Equivalencias en otros idiomas
| Variantes en otras lenguas | Variantes en otras lenguas |
| -------------------------- | -------------------------- |
| Español                    | Evaristo                   |
| Alemán                     | Evaristus, Evarist         |
| Asturiano                  | Evaristu                   |
| Árabe                      | إيفاريستو ('Iifaristu)     |
| Búlgaro                    | Еварист (Evarist)          |
| Catalán                    | Evarist                    |
| Checo                      | Evarist                    |
| Chino                      | 埃瓦里斯托 (Āiwǎlǐsītuō)   |
| Coreano                    | 에바 리스토 (Eba liseuto)  |
| Corso                      | Evaristu                   |
| Croata                     | Evarist                    |
| Danés                      | Evaristus                  |
| Eslovaco                   | Evarist                    |
| Esloveno                   | Evarist                    |
| Euskera                    | Ebarista                   |
| Finlandés                  | Evaristus                  |
| Francés                    | Évariste                   |
| Galés                      | Evaristws                  |
| Gallego                    | Evaristo                   |
| Georgiano                  | ევარისტე (Evariste)        |
| Griego                     | Εὐάρεστος (Evárestos)      |
| Holandés                   | Evaristus                  |
| Húngaro                    | Evariszt                   |
| Inglés                     | Evarist                    |
| Italiano                   | Evaristo                   |
| Japonés                    | エヴァリスト (Evu~arisuto) |
| Latín                      | Evaristus                  |
| Letón                      | Evarists                   |
| Lituano                    | Evaristas                  |
| Noruego                    | Evaristus                  |
| Polaco                     | Ewaryst                    |
| Portugués                  | Evaristo                   |
| Rumano                     | Evarist                    |
| Ruso                       | Еварист (Evarist)          |
| Sardo                      | Evaristu                   |
| Serbio                     | Еварист (Evarist)          |
| Siciliano                  | Evaristu                   |
| Sueco                      | Evaristus                  |

## Santoral
La celebración del santo de  Evaristo  se corresponde con el día 26 de octubre.

## Personajes célebres

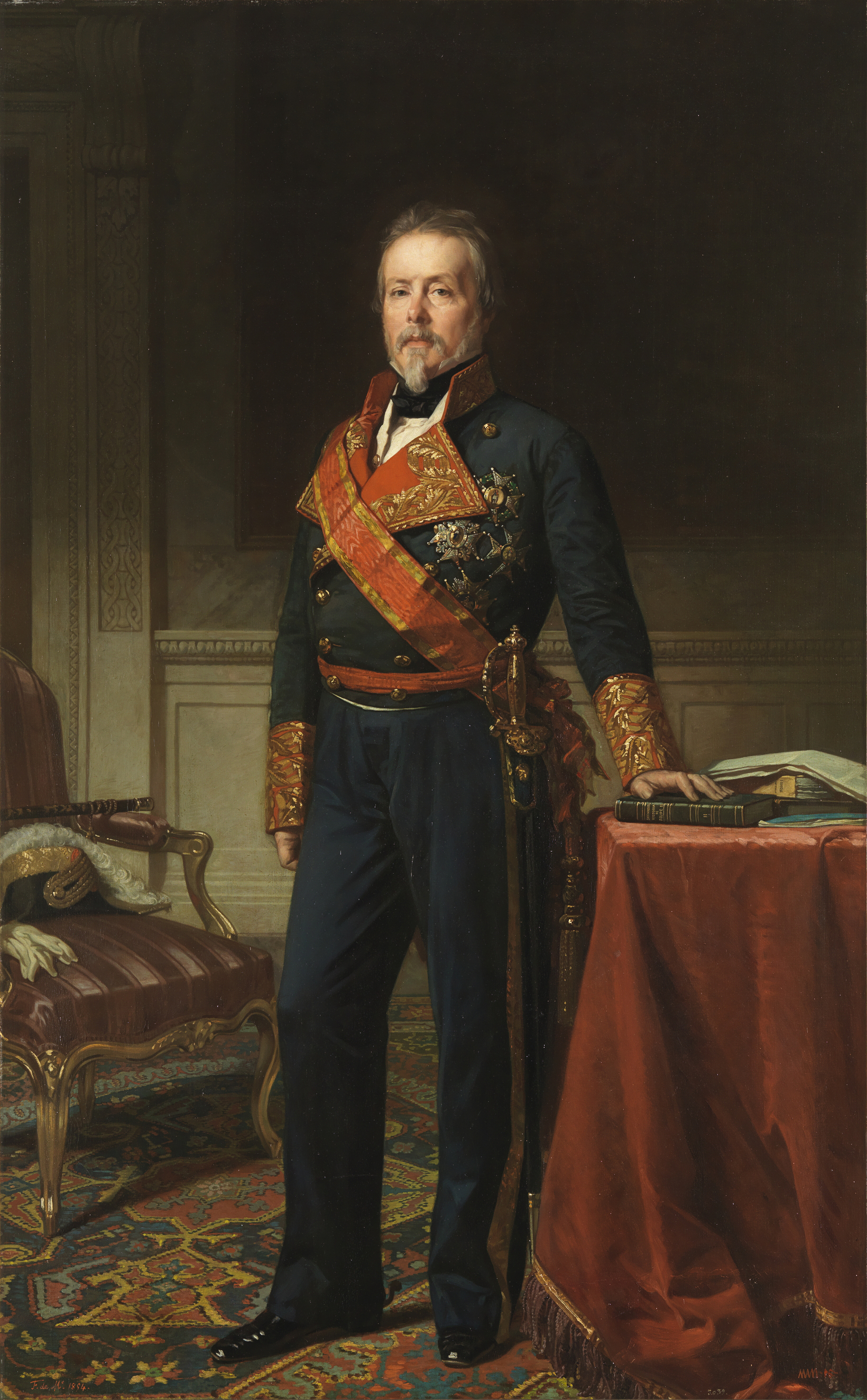
Evaristo Fernández de San Miguel.

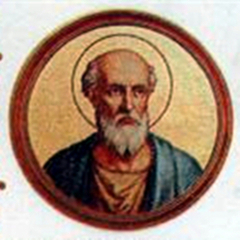
Papa Evaristo.

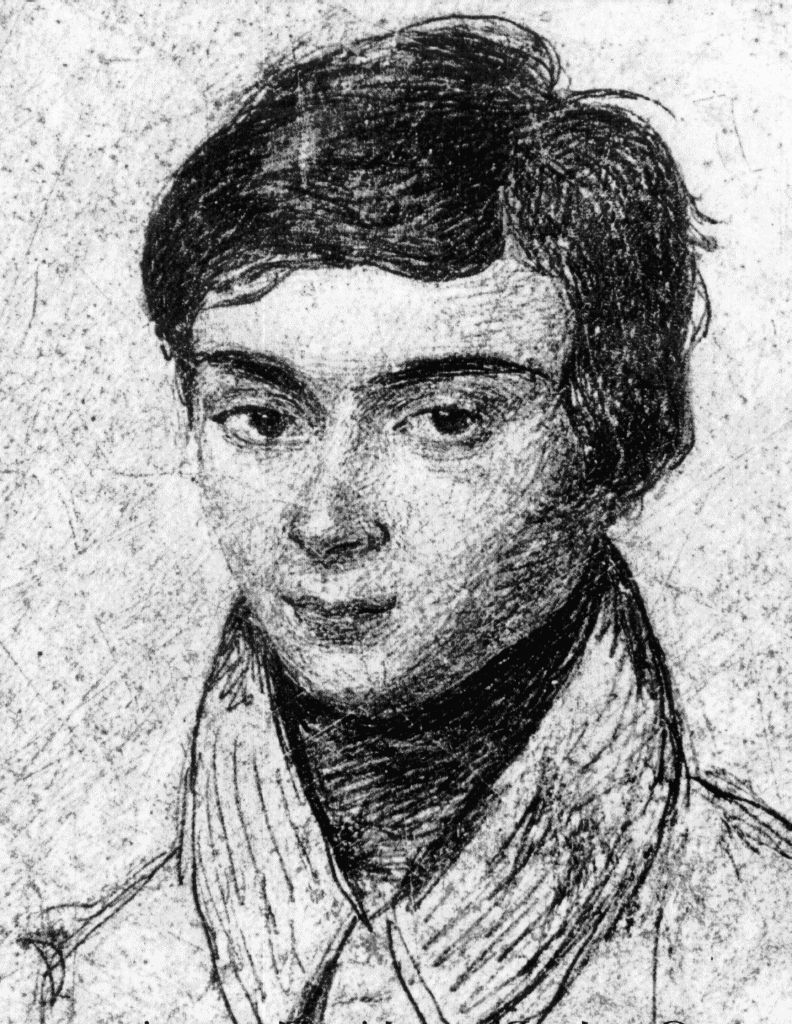
Évariste Galois.

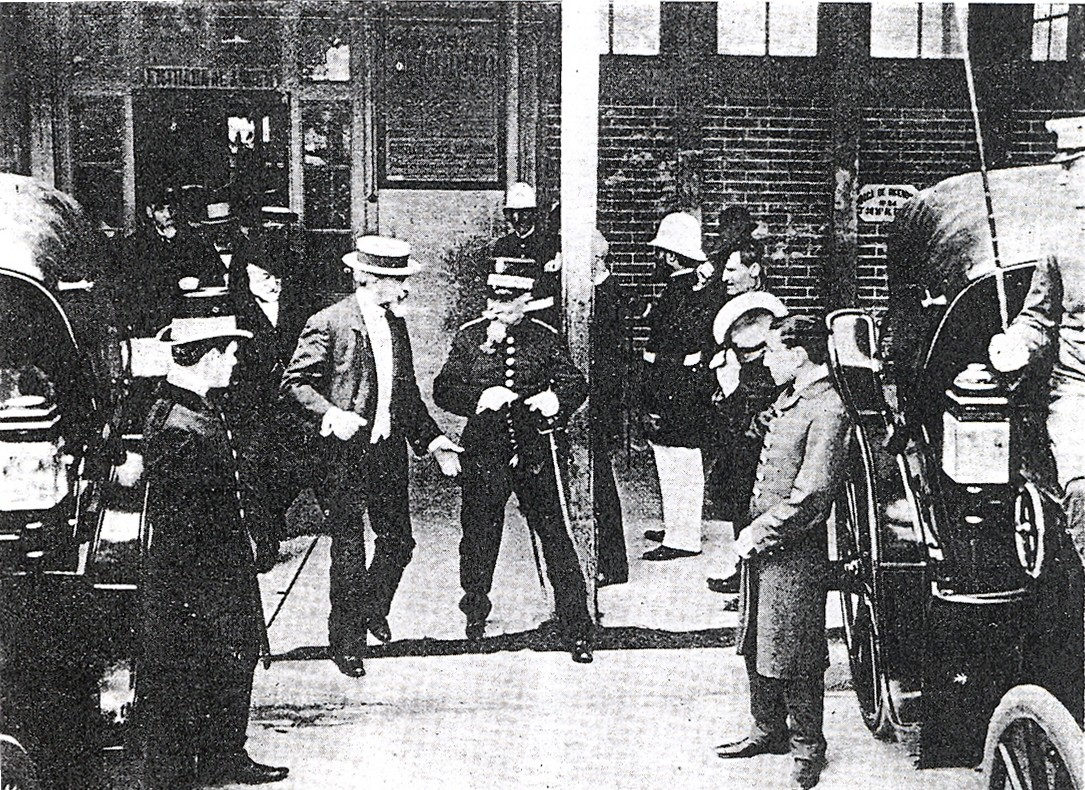
Evaristo Crespo Azorín.

- Evaristo Pérez de Castro  (Valladolid, 1778 - Madrid, 1848) fue un político español, secretario de Estado (1820-1821) y presidente del Consejo de Ministros (1838-1840), Gran Cruz de la Orden de Carlos III.
- Evaristo Fernández de San Miguel  (Gijón, 26 de octubre de 1785 - Madrid, 29 de mayo de 1862) fue un noble, militar, político e historiador español, duque de San Miguel.
- Evaristo Páramos Pérez (Tuy, 13 de junio de 1960). Cantante de música punk. Fue miembro de La Polla Records desde 1979 hasta 2003. Actualmente es el vocalista de la banda Gatillazo.
- Évariste Galois (Bourg-la-Reine, 1811 - París, 1832) fue un  matemático francés. Mientras aún era un adolescente, fue capaz de determinar la condición necesaria y suficiente para que un polinomio.[4]
- Évariste Lévi-Provençal, (en árabe : إفاريست ليفي بروفنسال) (Constantina, Argelia, 4 de enero de 1894 - 1956) fue un historiador, escritor, orientalista arabista y traductor francés.
- Evaristo Borboa Casas es un artesano mexicano que durante más de 75 años se ha dedicado a tejer rebozos con el telar  de cintura (o de otate, por las cañas o carrizos que se usan para su construcción), preservando esta técnica prehispánica utilizada en Mesoamérica.
- Evaristo Madero Elizondo, (Río Grande, Coahuila y Texas; 20 de septiembre de 1828 - Monterrey, Nuevo León; 6 de abril de 1911) fue un destacado militar, empresario y político mexicano que fue gobernador del estado de Coahuila durante el Porfiriato. Fue abuelo del prócer de la Revolución Mexicana Francisco I. Madero.[5]
- Evaristo Bozas Urrutia fue un periodista y escritor español (Rentería, Guipúzcoa, 5 de julio de 1886 - † Tres Arroyos, Argentina, 18 de abril de 1929).[6]
- Evaristo Carriego, (Yapeyú, Misiones, virreinato del Río de la Plata, 1791 - Paraná, Argentina, el 19 de junio de 1836) fue un militar argentino que alcanzó el grado de coronel y desempeñó varios cargos en la provincia de Entre Ríos. Aunque su apellido era Carriegos él y sus descendientes usaron Carriego.[7]
- Evaristo Pérez Arreola (n. congregación de San Carlos (Coahuila); 2 de enero de 1940 - f. 21 de enero de 2002) fue un político y sindicalista mexicano. Estudió derecho en la Universidad Nacional Autónoma de México. Pérez Arreola participó en la fundación y creación del Sindicato de Trabajadores y empleados de la Universidad Nacional Autónoma de México.[8]
- Evaristo Araiza Morineau fue un empresario mexicano fundador y director de importantes empresas en diversos ramos de la industria en México así como de diversas instituciones educativas, cámaras de comercio y organismos financieros.[9]

### Otros

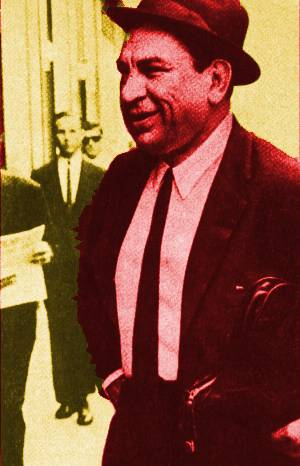
Aspecto del comisario Evaristo Meneses en el cual se basa la historieta.

- Evaristo es el nombre de una historieta argentina de género policial, escrita por Carlos Sampayo y dibujada por Francisco Solano López. Se basa libremente en Evaristo Meneses, un comisario argentino conocido en los medios de la época.
- Evaristo Blázquez (Algeciras, (Cádiz), 6 de octubre de 1965), un exjugador profesional de baloncesto.[10]
- Evaristo Francisco Estanislao Carriego, El poeta conocido como Evaristo Carriego, nació en Paraná, provincia de Entre Ríos, Argentina, el 7 de mayo de 1883 y falleció en Buenos Aires el 13 de octubre de 1912.[11]
- Evaristo Botella Asensi (Alcoy, 1882 - 1939), fue un político y dirigente socialista durante la guerra civil española. Es además, hermano de Juan Botella Asensi ministro de justicia y de estado en diferentes gobiernos de Lerroux.[12]
- Evaristo Márquez Contreras (3 de febrero de 1929 - 24 de enero de 1996), fue un escultor español.[13]
- Evaristo Crespo Azorín nace en Ayora, provincia de Valencia, España, el día 27 de enero de 1863 y muere en la ciudad de Valencia el día 6 de marzo de 1941. Enterrado en el cementerio municipal de Valencia. Abogado (primo hermano de Enrique Crespo Aparicio, que se colegia en el Ilustre Colegio de Abogados de Valencia antes que él, en 1880, iniciando la saga de los Crespo & Azorín en dicha Institución), político y catedrático.[14]
- Evaristo Coronado (n. el 13 de septiembre de 1960 en Palmar Sur, Puntarenas), es un exfutbolista costarricense.  Es considerado como uno de los mejores jugadores de fútbol de su país de la década de 1980. Es una de las figuras deportivas más reconocidas de Costa Rica.[15]
- Evaristo Gómez Sánchez y Benavides, (Lima, 1826 - Lima, 1893) fue un político, abogado y diplomático peruano. Ministro de Gobierno, Policía y Obras Públicas (1864-1865).